# Чемпіонат світу з футболу 2026 (кваліфікаційний раунд)
Кваліфікація Чемпіонату світу з футболу 2026 — відбіркові турніри, організовані шістьма конфедераціями ФІФА для визначення 45 з 48 учасників чемпіонату світу з футболу 2026. Збірні США, Канади та Мексики автоматично кваліфікувалися до турніру як господарі. Решта 206 збірних, що є членами ФІФА, потрапляють до кваліфікації.
Вперше в історії у фінальному турнірі будуть брати участь 48 команд. 3 місця посіли країни-господарки, конфедерації отримали 43 гарантованих місця, та ще 2 буде розіграно в міжконтинентальних стикових матчах.

## Кваліфіковані збірні

Команда вийшла у фінальний турнір
Команда може вийти у фінальний турнір
Команда вибула
Країна відмовилася від участі, або були вилучені
Країна не входить у ФІФА

| Збірна         | Кваліфіковані як               | Дата кваліфікації | Поява на турнірі | Вперше | Востаннє | Поспіль | Найкращий результат                                |
| -------------- | ------------------------------ | ----------------- | ---------------- | ------ | -------- | ------- | -------------------------------------------------- |
| Канада         | Господарі                      | 14 лютого 2023    | 3-я              | 1986   | 2022     | 2       | Груповий етап (1986, 2022)                         |
| Мексика        | Господарі                      | 14 лютого 2023    | 18-а             | 1930   | 2022     | 9       | 1/4 фіналу (1970, 1986)                            |
| США            | Господарі                      | 14 лютого 2023    | 12-а             | 1930   | 2022     | 2       | 3-є місце (1930)                                   |
| Японія         | Переможець групи С АФК         | 20 березня 2025   | 8-а              | 1998   | 2022     | 8       | 1/8 фіналу (2002, 2010, 2018, 2022)                |
| Нова Зеландія  | Переможець третього раунду ОФК | 24 березня 2025   | 3-я              | 1982   | 2010     | 1       | Груповий етап (1982, 2010)                         |
| Іран           | Переможець групи A АФК         | 25 березня 2025   | 7-а              | 1978   | 2022     | 4       | Груповий етап (1978, 1998, 2006, 2014, 2018, 2022) |
| Аргентина      | Переможець КОНМЕБОЛ            | 25 березня 2025   | 19-а             | 1930   | 2022     | 14      | Переможці (1978, 1986, 2022)                       |
| Узбекистан     | Друге місце групи A АФК        | 5 червня 2025     | 1-а              | —      | —        | 1       | —                                                  |
| Південна Корея | Переможець групи B АФК         | 5 червня 2025     | 12-а             | 1954   | 2022     | 11      | Четверте місце (2002)                              |
| Йорданія       | Друге місце групи B АФК        | 5 червня 2025     | 1-а              | —      | —        | 1       | —                                                  |
| Австралія      | Друге місце групи C АФК        | 10 червня 2025    | 7-а              | 1974   | 2022     | 6       | 1/8 фіналу (2006, 2022)                            |
| Бразилія       | КОНМЕБОЛ топ шість             | 10 червня 2025    | 23-а             | 1930   | 2022     | 23      | Переможці (1958, 1962, 1970, 1994, 2002)           |
| Еквадор        | КОНМЕБОЛ топ шість             | 10 червня 2025    | 5-а              | 2002   | 2022     | 2       | 1/8 фіналу (2006)                                  |

Позначки
1. 1 2 3  Незважаючи на те, що спільна заявка отримала підтримку 13 червня 2018 року, автоматичні місця, виділені господарям, не були підтверджені до рішення Ради ФІФА 14 лютого 2023 року.[1]

## Розклад кваліфікації
Континентальні конфедерації отримали таку кількість місць у фінальному турнірі:
|              |                                     |         |             |        |                 |                      |                           |  |
| Конфедерація | Доступні місця у фінальному турнірі | Плей-оф | Усі команди | Вибули | Кваліфікувалися | Початок кваліфікації | Кінцева дата кваліфікації |  |
| АФК          | 8                                   | 1       | 46          | 34     | 6               | 12 жовтня 2023       | 18 листопада 2025         |  |
| КАФ          | 9                                   | 1       | 53          | 4      | 0               | 15 листопада 2023    | листопад 2025             |  |
| КОНКАКАФ     | 3+3                                 | 2       | 32+3        | 20     | 0+3             | 22 березня 2024      | листопад 2025             |  |
| КОНМЕБОЛ     | 6                                   | 1       | 10          | 1      | 3               | 7 вересня 2023       | 9 вересня 2025            |  |
| ОФК          | 1                                   | 1       | 11          | 9      | 1               | 6 вересня 2024       | 24 березня 2025           |  |
| УЄФА         | 16                                  | 0       | 54          | 0      | 0               | 21 березня 2025      | 31 березня 2026           |  |
| Плей-оф      | 2                                   | Н/Д     | (6)         | 0      | 0               | березень 2026        | березень 2026             |  |
| Разом        | 45+3                                | 6       | 206+3       | 68     | 10+3            | 7 вересня 2023       | 31 березня 2026           |  |

## Формат
Формат кваліфікаційних змагань визначає кожна конфедерація. Кожен з етапів кваліфікації може відбуватися в одному з таких форматів:
- Формат ліги, де формуються групи (група) від трьох команд та більше, які грають між собою вдома та на виїзді за круговою системою, або у виняткових випадках (з дозволу орг. комітету ФІФА) по одному матчу за круговою системою на полі однієї з команд, або на нейтральному полі.
- Плей-оф, де по дві команди грають два матчі (вдома та на виїзді), або один матч.

### Правила розподілу місць
У форматі ліги, порядок команд в таблиці кожної групи визначається за такими критеріями (стаття 11.5 регламенту):
1. Кількість очок (3 очки за перемогу, 1 за нічию, 0 за поразку);
2. Загальна різниця м'ячів;
3. Загальна кількість забитих м'ячів;
4. Кількість очок у матчах лише між командами під питанням;
5. Різниця м'ячів у матчах лише між командами під питанням;
6. Кількість забитих м'ячів у матчах лише між командами під питанням;
7. Більша кількість голів, забитих на виїзді лише між командами під питанням;
8. Показник фейр-плей:
  - перша жовта картка: мінус 1 бал;
  - непряма червона картка (друга жовта): мінус 3 бала;
  - пряма червона картка: мінус 4 бала;
  - жовта картка та пряма червона: мінус 5 балів;
9. Жеребкування Організаційним комітетом ФІФА;

У форматі плей-оф, команда з більшим рахунком за сумою двох матчів проходить до наступного етапу. Якщо за загальним рахунком нічия, команди грають додатковий час (2 додаткові тайми по 15 хвилин кожен). Якщо після додаткового часу рахунок нічийний, то правило виїзного гола не застосовується, тому переможець визначається в серії післяматчевих пенальті (стаття 11.9 регламенту).

## Азія (AFC)
Кваліфікація складається з наступних етапів:
- Перший раунд: 20 команд (27–46 місце в рейтингу) розбиті на 10 пар грають між собою по 2 матчі (вдома та на виїзді).[2] 10 переможців потрапляють до другого раунду.
- Другий раунд: 36 команд (1–26 місце в рейтингу та 10 переможців першого раунду) було розділено на 9 груп по 4 команди кожна. Команди в кожній групі грають між собою вдома та на виїзді за круговою системою. 9 переможців груп та 9 команд, які посіли 2-і місця, проходять до третього раунду.
- Третій раунд: 18 команд, які пройшли з другого раунду, буде поділено на 3 групи по 6 команд. Команди в кожній групі грають між собою вдома та на виїзді за круговою системою. 1-е та 2-е місця з кожної групи потрапляють до чемпіонату світу, а треті та четверті місця проходять до четвертого раунду.
- Четвертий раунд: 6 команд, які пройшли з третього раунду, буде поділено на 2 групи по 3 команди. Команди в кожній групі грають між собою по одному матчу. Переможці кожної групи кваліфікуються до чемпіонату світу.
- П'ятий раунд: 2 команди, які зайняли другі місця груп четвертого раунду, в двоматчевому плей-оф визначать представника АФК в міжконтинентальних плей-оф.

### Поточний етап (третій раунд)
| Поз | Команда        | І  | О  |
| --- | -------------- | -- | -- |
| 1   | Іран           | 10 | 23 |
| 2   | Узбекистан     | 10 | 21 |
| 3   | ОАЕ            | 10 | 15 |
| 4   | Катар          | 10 | 13 |
| 5   | Киргизстан     | 10 | 8  |
| 6   | Північна Корея | 10 | 3  |

| Поз | Команда        | І  | О  |
| --- | -------------- | -- | -- |
| 1   | Південна Корея | 10 | 22 |
| 2   | Йорданія       | 10 | 16 |
| 3   | Ірак           | 10 | 15 |
| 4   | Оман           | 10 | 11 |
| 5   | Палестина      | 10 | 10 |
| 6   | Кувейт         | 10 | 5  |

| Поз | Команда           | І  | О  |
| --- | ----------------- | -- | -- |
| 1   | Японія            | 10 | 23 |
| 2   | Австралія         | 10 | 19 |
| 3   | Саудівська Аравія | 10 | 13 |
| 4   | Індонезія         | 10 | 12 |
| 5   | КНР               | 10 | 9  |
| 6   | Бахрейн           | 10 | 6  |

## Африка (CAF)
- Груповий етап: дев’ять груп по шість команд зіграють за коловою системою вдома та на виїзді. Переможці груп вийдуть на чемпіонат світу з футболу 2026 року.
- Етап плей-оф: чотири найкращі збірні, які посіли другі місця, в форматі плей-оф визначать одного представника КАФ у міжконтинентальних плей-оф.

### Поточний етап
| Поз | Команда      | І | О  |
| --- | ------------ | - | -- |
| 1   | Єгипет       | 6 | 16 |
| 2   | Буркіна-Фасо | 6 | 11 |
| 3   | Сьєрра-Леоне | 6 | 8  |
| 4   | Ефіопія      | 6 | 6  |
| 5   | Гвінея-Бісау | 6 | 6  |
| 6   | Джибуті      | 6 | 1  |

| Поз | Команда         | І | О  |
| --- | --------------- | - | -- |
| 1   | ДР Конго        | 6 | 13 |
| 2   | Сенегал         | 6 | 12 |
| 3   | Судан           | 6 | 12 |
| 4   | Того            | 6 | 4  |
| 5   | Південний Судан | 6 | 3  |
| 6   | Мавританія      | 6 | 2  |

| Поз | Команда  | І | О  |
| --- | -------- | - | -- |
| 1   | ПАР      | 6 | 13 |
| 2   | Руанда   | 6 | 8  |
| 3   | Бенін    | 6 | 8  |
| 4   | Нігерія  | 6 | 7  |
| 5   | Лесото   | 6 | 6  |
| 6   | Зімбабве | 6 | 4  |

| Поз | Команда    | І | О  |
| --- | ---------- | - | -- |
| 1   | Кабо-Верде | 6 | 13 |
| 2   | Камерун    | 6 | 12 |
| 3   | Лівія      | 6 | 8  |
| 4   | Ангола     | 6 | 7  |
| 5   | Маврикій   | 6 | 5  |
| 6   | Есватіні   | 6 | 2  |

| Поз | Команда          | І | О  |
| --- | ---------------- | - | -- |
| 1   | Марокко          | 5 | 15 |
| 2   | Нігер            | 4 | 6  |
| 3   | Танзанія         | 4 | 6  |
| 4   | Замбія           | 4 | 3  |
| 5   | Республіка Конго | 3 | 0  |
| 6   | Еритрея          | 0 | 0  |

| Поз | Команда             | І | О  |
| --- | ------------------- | - | -- |
| 1   | Кот-д'Івуар         | 6 | 16 |
| 2   | Габон               | 6 | 15 |
| 3   | Бурунді             | 6 | 10 |
| 4   | Кенія               | 6 | 6  |
| 5   | Гамбія              | 6 | 4  |
| 6   | Сейшельські Острови | 6 | 0  |

| Поз | Команда  | І | О  |
| --- | -------- | - | -- |
| 1   | Алжир    | 6 | 15 |
| 2   | Мозамбік | 6 | 12 |
| 3   | Ботсвана | 6 | 9  |
| 4   | Уганда   | 6 | 9  |
| 5   | Гвінея   | 6 | 7  |
| 6   | Сомалі   | 6 | 1  |

| Поз | Команда              | І | О  |
| --- | -------------------- | - | -- |
| 1   | Туніс                | 6 | 16 |
| 2   | Намібія              | 6 | 12 |
| 3   | Ліберія              | 6 | 10 |
| 4   | Екваторіальна Гвінея | 6 | 7  |
| 5   | Малаві               | 6 | 6  |
| 6   | Сан-Томе і Принсіпі  | 6 | 0  |

| Поз | Команда           | І | О  |
| --- | ----------------- | - | -- |
| 1   | Гана              | 6 | 15 |
| 2   | Коморські Острови | 6 | 12 |
| 3   | Мадагаскар        | 6 | 10 |
| 4   | Малі              | 6 | 9  |
| 5   | ЦАР               | 6 | 5  |
| 6   | Чад               | 6 | 0  |

## Океанія (OFC)
- Перший раунд: 4 команди ОФК з найнижчими рейтингами зіграють у форматі плей-оф по одному матчу на кожному етапі (півфінал та фінал). Переможець проходить до другого раунду.
- Другий раунд: 7 кращих команд ОФК та переможець першого раунду діляться на 2 групи по 4 команди на основі рейтингу ФІФА цих команд та грають за круговою системою по одному матчу з кожним суперником (кожна команда по 3 матчі). 1-е та 2-е місця з кожної групи проходять до третього раунду.
- Третій раунд: 4 команди зіграють у форматі плей-оф по одному матчу на кожному етапі (півфінал та фінал). Переможець кваліфікується на чемпіонат світу, а друге місце проходить до міжконтинентальних плей-оф.

### Третій раунд
|  | Півфінали                    | Півфінали     |                          |   | Фінал | Фінал |
|  |                              |               |                          |   |       |       |
|  | 21 березня 2025 – Веллінгтон |               |                          |   |       |       |
|  |                              |               |                          |   |       |       |
|  | Нова Каледонія               | 3             |                          |   |       |       |
|  | Нова Каледонія               | 3             | 24 березня 2025 – Окленд |   |       |       |
|  | Таїті                        | 0             |                          |   |       |       |
|  | Таїті                        | 0             | Нова Каледонія           | 0 |       |       |
|  | 21 березня 2025 – Веллінгтон |               | Нова Каледонія           | 0 |       |       |
|  |                              | Нова Зеландія | 3                        |   |       |       |
|  | Нова Зеландія                | Нова Зеландія | 3                        | 7 |       |       |
|  | Нова Зеландія                |               |                          | 7 |       |       |
|  | Фіджі                        | 0             |                          |   |       |       |
|  | Фіджі                        | 0             |                          |   |       |       |

## Південна Америка (CONMEBOL)
22 серпня 2022 КОНМЕБОЛ вирішили залишити процедуру відбору, яку використовували для попередніх семи турнірів. 7 вересня 2023 року стартував відбірний цикл.
Усі 10 збірних КОНМЕБОЛ зіграють вдома та на виїзді у форматі ліги за круговою системою.
Збірна Еквадору позбавлена 3 очок за підробку документів про народження Байрона Кастільйо в попередньому кваліфікаційному циклі чемпіонату світу.

### Поточний етап
| Поз | Команда   | І  | О  |
| --- | --------- | -- | -- |
| 1   | Аргентина | 16 | 35 |
| 2   | Еквадор   | 16 | 25 |
| 3   | Бразилія  | 16 | 25 |
| 4   | Уругвай   | 16 | 24 |
| 5   | Парагвай  | 16 | 24 |
| 6   | Колумбія  | 16 | 22 |
| 7   | Венесуела | 16 | 18 |
| 8   | Болівія   | 16 | 17 |
| 9   | Перу      | 16 | 12 |
| 10  | Чилі      | 16 | 10 |

## Північна Америка (CONCACAF)
Збірні США, Канади та Мексики автоматично кваліфікувалися до турніру як господарі.
- Перший раунд: 4 команди КОНКАКАФ, які займають місця з 29 по 32 за рейтингом ФІФА станом на грудень 2023 року, поділені на дві пари та провели стикові матчі між собою. Два переможці вийшли до другого раунду.
- Другий раунд: 28 команд та 2 переможці першого раунду діляться на шість груп по п’ять команд та грають за круговою системою по одному матчу з кожним суперником. 1-е та 2-е місця з кожної групи проходять до третього раунду.
- Третій раунд: 12 команд, які пройдуть з другого раунду, будуть розбиті на три групи по чотири команди та грають за круговою системою по два матчі з кожним суперником. Переможці груп кваліфікуються на чемпіонат світу, а дві найкращі збірні, що посядуть другі місця, проходять до міжконтинентальних плей-оф.

### Поточний етап (другий раунд)
| Поз | Команда            | І | О  |
| --- | ------------------ | - | -- |
| 1   | Гондурас           | 4 | 12 |
| 2   | Бермудські Острови | 4 | 7  |
| 3   | Куба               | 4 | 6  |
| 4   | Кайманові Острови  | 4 | 3  |
| 5   | Антигуа і Барбуда  | 4 | 1  |

| Поз | Команда            | І | О  |
| --- | ------------------ | - | -- |
| 1   | Коста-Рика         | 4 | 12 |
| 2   | Тринідад і Тобаго  | 4 | 7  |
| 3   | Гренада            | 4 | 7  |
| 4   | Сент-Кіттс і Невіс | 4 | 3  |
| 5   | Багамські Острови  | 4 | 0  |

| Поз | Команда    | І | О  |
| --- | ---------- | - | -- |
| 1   | Кюрасао    | 4 | 12 |
| 2   | Гаїті      | 4 | 9  |
| 3   | Сент-Люсія | 4 | 4  |
| 4   | Аруба      | 4 | 2  |
| 5   | Барбадос   | 4 | 1  |

| Поз | Команда    | І | О  |
| --- | ---------- | - | -- |
| 1   | Панама     | 4 | 12 |
| 2   | Нікарагуа  | 4 | 9  |
| 3   | Гаяна      | 4 | 6  |
| 4   | Монтсеррат | 4 | 3  |
| 5   | Беліз      | 4 | 0  |

| Поз | Команда                       | І | О  |
| --- | ----------------------------- | - | -- |
| 1   | Ямайка                        | 4 | 12 |
| 2   | Гватемала                     | 4 | 9  |
| 3   | Домініканська Республіка      | 4 | 6  |
| 4   | Домініка                      | 4 | 3  |
| 5   | Британські Віргінські Острови | 4 | 0  |

| Поз | Команда                  | І | О  |
| --- | ------------------------ | - | -- |
| 1   | Суринам                  | 4 | 10 |
| 2   | Сальвадор                | 4 | 8  |
| 3   | Пуерто-Рико              | 4 | 7  |
| 4   | Сент-Вінсент і Гренадини | 4 | 3  |
| 5   | Ангілья                  | 4 | 0  |

## Європа (UEFA)
25 січня 2023 року, Виконавчий комітет УЄФА затвердив новий регламент кваліфікаційного групового етапу. Команди будуть розбиті на дванадцять груп по чотири або п’ять команд, які зіграють матчі за коловою системою вдома та на виїзді. Переможці груп вийдуть на чемпіонат світу, а ті, хто посідає друге місце, візьмуть участь у матчах плей-оф.
Через вторгнення Росії в Україну збірна Росії відсторонена від змагань.
- Перший раунд (груповий етап): 12 груп по 4 чи 5 команд, переможці груп виходять до фінальної стадії чемпіонату світу.
- Другий раунд (плей-оф): 16 команд (12 команд, які посіли друге місце в групі, і 4 найкращі переможці груп Ліги націй на основі загального рейтингу Ліги націй, які посіли в груповому етапі кваліфікації місця нижче другого) будуть розділені на 4 шляхи плей-оф, які складаються з одноматчевих півфіналів (господар - сіяна команда) та фіналів (господар визначається жеребкуванням). Переможець кожного шляху проходить до чемпіонату світу.[10]

### Поточний етап (перший раунд)
| Поз | Команда           | І | О |
| --- | ----------------- | - | - |
| 1   | Німеччина (X)     | 0 | 0 |
| 2   | Словаччина        | 0 | 0 |
| 3   | Північна Ірландія | 0 | 0 |
| 4   | Люксембург        | 0 | 0 |

| Поз | Команда   | І | О |
| --- | --------- | - | - |
| 1   | Швейцарія | 0 | 0 |
| 2   | Швеція    | 0 | 0 |
| 3   | Словенія  | 0 | 0 |
| 4   | Косово    | 0 | 0 |

| Поз | Команда   | І | О |
| --- | --------- | - | - |
| 1   | Данія     | 0 | 0 |
| 2   | Греція    | 0 | 0 |
| 3   | Шотландія | 0 | 0 |
| 4   | Білорусь  | 0 | 0 |

| Поз | Команда     | І | О |
| --- | ----------- | - | - |
| 1   | Франція (X) | 0 | 0 |
| 2   | Україна     | 0 | 0 |
| 3   | Ісландія    | 0 | 0 |
| 4   | Азербайджан | 0 | 0 |

| Поз | Команда     | І | О |
| --- | ----------- | - | - |
| 1   | Іспанія (X) | 0 | 0 |
| 2   | Туреччина   | 0 | 0 |
| 3   | Грузія      | 0 | 0 |
| 4   | Болгарія    | 0 | 0 |

| Поз | Команда        | І | О |
| --- | -------------- | - | - |
| 1   | Португалія (X) | 0 | 0 |
| 2   | Угорщина       | 0 | 0 |
| 3   | Ірландія       | 0 | 0 |
| 4   | Вірменія       | 0 | 0 |

| Поз | Команда    | І | О |
| --- | ---------- | - | - |
| 1   | Фінляндія  | 4 | 7 |
| 2   | Нідерланди | 2 | 6 |
| 3   | Польща     | 3 | 6 |
| 4   | Литва      | 3 | 2 |
| 5   | Мальта     | 4 | 1 |

| Поз | Команда              | І | О |
| --- | -------------------- | - | - |
| 1   | Боснія і Герцеговина | 3 | 9 |
| 2   | Австрія              | 2 | 6 |
| 3   | Румунія              | 4 | 6 |
| 4   | Кіпр                 | 3 | 3 |
| 5   | Сан-Марино           | 4 | 0 |

| Поз | Команда  | І | О  |
| --- | -------- | - | -- |
| 1   | Норвегія | 4 | 12 |
| 2   | Ізраїль  | 3 | 6  |
| 3   | Італія   | 2 | 3  |
| 4   | Естонія  | 4 | 3  |
| 5   | Молдова  | 3 | 0  |

| Поз | Команда            | І | О |
| --- | ------------------ | - | - |
| 1   | Північна Македонія | 4 | 8 |
| 2   | Уельс              | 4 | 7 |
| 3   | Бельгія            | 2 | 4 |
| 4   | Казахстан          | 3 | 3 |
| 5   | Ліхтенштейн        | 3 | 0 |

| Поз | Команда | І | О |
| --- | ------- | - | - |
| 1   | Англія  | 3 | 9 |
| 2   | Албанія | 4 | 5 |
| 3   | Сербія  | 2 | 4 |
| 4   | Латвія  | 3 | 4 |
| 5   | Андорра | 4 | 0 |

| Поз | Команда           | І | О |
| --- | ----------------- | - | - |
| 1   | Чехія             | 4 | 9 |
| 2   | Хорватія          | 2 | 6 |
| 3   | Чорногорія        | 3 | 6 |
| 4   | Фарерські острови | 3 | 3 |
| 5   | Гібралтар         | 4 | 0 |

## Міжконтинентальний плей-оф
Міжконтинентальний плей-оф за участю 6 команд буде проведено для визначення двох останніх путівок на чемпіонат світу. У плей-оф братимуть участь по одній команді від АФК, КАФ, КОНМЕБОЛ, ОФК та дві команди від КОНКАКАФ.
2 команди будуть сіяними на основі рейтингу ФІФА, і ці сіяні команди зіграють проти переможців перших двох ігор на вибування за участю 4 несіяних команд.
Турнір з чотирьох ігор буде проходити в одній або кількох країнах-господарях і відбуватиметься як тестовий захід для чемпіонату світу.
Команди, що кваліфікувалися:
- Нова Каледонія (ОФК)

### Сітка
|  | Півфінал           | Півфінал |                      |  | Фінал | Фінал |
|  |                    |          |                      |  |       |       |
|  |                    |          |                      |  |       |       |
|  |                    |          |                      |  |       |       |
|  |                    |          |                      |  |       |       |
|  | Канада/Мексика/США |          |                      |  |       |       |
|  |                    |          |                      |  |       |       |
|  | Сіяна команда      |          |                      |  |       |       |
|  | Канада/Мексика/США |          |                      |  |       |       |
|  |                    |          | Переможець півфіналу |  |       |       |
|  | Несіяна команда    |          |                      |  |       |       |
|  |                    |          |                      |  |       |       |
|  | Несіяна команда    |          |                      |  |       |       |
|  |                    |          |                      |  |       |       |

|  | Півфінал           | Півфінал |                      |  | Фінал | Фінал |
|  |                    |          |                      |  |       |       |
|  |                    |          |                      |  |       |       |
|  |                    |          |                      |  |       |       |
|  |                    |          |                      |  |       |       |
|  | Канада/Мексика/США |          |                      |  |       |       |
|  |                    |          |                      |  |       |       |
|  | Сіяна команда      |          |                      |  |       |       |
|  | Канада/Мексика/США |          |                      |  |       |       |
|  |                    |          | Переможець півфіналу |  |       |       |
|  | Несіяна команда    |          |                      |  |       |       |
|  |                    |          |                      |  |       |       |
|  | Несіяна команда    |          |                      |  |       |       |
|  |                    |          |                      |  |       |       |